# Bow echo

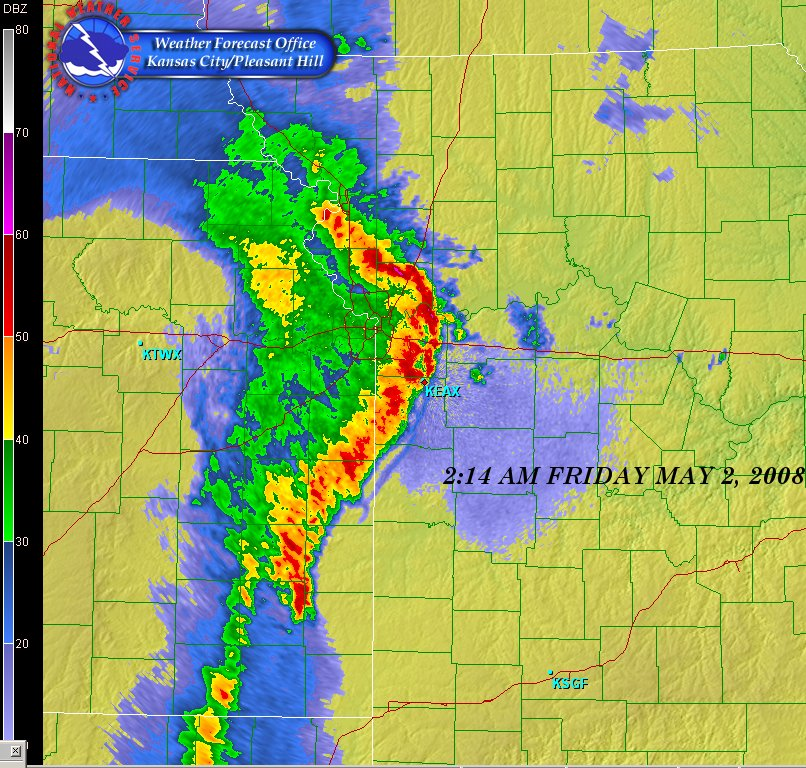
Imagem de radar de um eco em arco cruzando Kansas City às 2:14 da manhã em 2 de maio de 2008 (NWS Kansas City)

Um eco em arco, mais conhecido como bow echo (no plural bow echoes), é o retorno característico do radar de um sistema convectivo de mesoescala que possui a forma de um arco de arqueiro. Esses sistemas são capazes de gerar ventos em linha reta severos e, em alguns casos, tornados, resultando em danos significativos. Eles também podem evoluir para derechos ou formar um Padrão de onda de eco de linha [en] (LEWP).

## Pesquisa
O termo "bow-echo" foi introduzido por Theodore Fujita em seu artigo de maio de 1978, intitulado "Manual de Identificação de Downburst para o Projeto NIMROD". Em 2004, uma pesquisa foi conduzida para aprimorar a previsão da formação de ecos em arco, com foco especial naqueles originados de linhas de instabilidade e supercélulas pouco organizadas. Os pesquisadores concluíram que os ecos em arco são mais prováveis em células com baixa organização. Em 2007, ocorreu o Workshop sobre Ecos em Arco no Meio-Oeste, reunindo meteorologistas para compartilhar estudos e aprofundar o entendimento sobre esses fenômenos.

## Formação
Um eco em arco está associado a linhas de instabilidade ou linhas de trovoadas convectivas. Esses ecos variam de 20 a 200 km em tamanho e têm uma duração típica de 3 a 6 horas. Eles se desenvolvem em condições de cisalhamento do vento moderado a forte nos 2 a 3 km inferiores da atmosfera. Embora semelhantes às linhas de instabilidade, os ecos em arco são menores e movidos pelos ventos internos. Eles tendem a se expandir para fora e, eventualmente, se dissipam. A presença de um eco em arco reduz a probabilidade de formação de tornados na própria tempestade. Sua forma de "arco" resulta da concentração de um forte fluxo na parte traseira do sistema. Ecos em arco particularmente intensos, que causam danos extensos ao longo de sua largura, são frequentemente classificados como derechos.

### Jato de influxo traseiro
A formação de um bow echo depende de um forte  jato de influxo traseiro elevado em níveis médios. A interação entre a piscina fria e o mesohigh na superfície, combinada com temperaturas mais quentes aloft devido à convecção, cria um mesolow em níveis médios, intensificando o jato. Ao alcançar a borda da convecção, o jato desce e se espalha pela superfície, produzindo ventos em linha reta.

### Vórtices de extremidade
Após o jato de influxo traseiro curvar o sistema de tempestade, vórtices de extremidade (ou "book-end vortices") se formam em ambos os lados do jato. Esses vórtices têm força semelhante. Devido ao tamanho reduzido do eco em arco, esses vórtices amplificam o fluxo em níveis médios entre eles, fortalecendo o jato de influxo traseiro. Os ventos na superfície aumentam com a descida do jato. Com o prolongamento da tempestade, a força de Coriolis intensifica o vórtice ciclônico e enfraquece o anticiclônico, resultando em um eco assimétrico em forma de vírgula. Dentro desses vórtices, podem se formar tornados ou gustnados embutidos.

Evolução típica de um eco de radar de tempestade (a) em um eco em arco (b, c) e em um eco em vírgula (d). A linha tracejada indica o eixo de maior potencial para downbursts. As setas mostram o fluxo de vento relativo à tempestade. Observe as regiões de rotação ciclônica (C) e anticiclônica (A); ambas, especialmente C, podem favorecer a formação de tornados em alguns casos.

## Ventos mais fortes

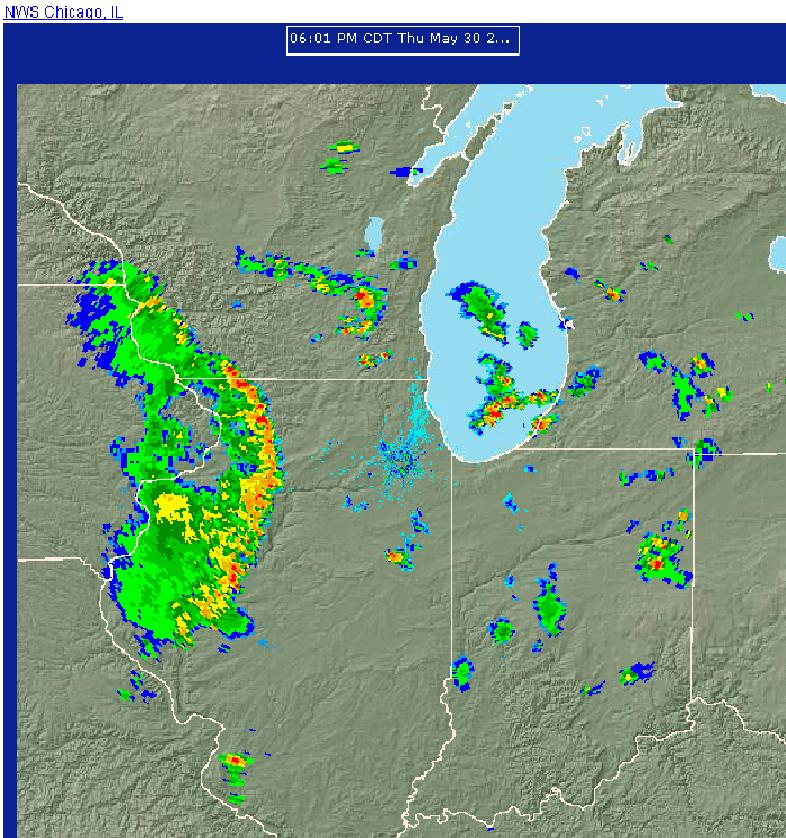
Um eco em arco a oeste da área de Chicago

Ventos em linha reta danosos frequentemente se concentram perto do centro de um eco em arco. Nos 48 estados inferiores dos EUA, os danos causados por ventos severos de tempestades convectivas representam metade dos relatos de eventos graves, sendo mais frequentes que os danos por tornados. Em um tipo de bow-echo duradouro e poderoso, conhecido como derecho, os ventos na superfície pelo colapso do jato de influxo traseiro podem atingir ou superar 200 km/h, criando um caminho de destruição que se estende por centenas de quilômetros. Localmente, essas correntes descendentes podem se tornar explosivas e formar intensos downbursts. Bow-echoes (no plural) podem gerar ventos tão intensos quanto muitos tornados F2 ou F3, frequentemente causando danos mais generalizados e severos. Além disso, quando na forma de um padrão de onda de eco de linha [en], criam condições propícias para a formação de tornados.
O clima semiárido e o terreno acidentado do interior do oeste dos Estados Unidos é desfavorável para o desenvolvimento de bow-echoes. Contudo, em 21 de abril de 2011, um bow-echo associado a uma perturbação troposférica de movimento rápido e de baixo ponto de orvalho, formou-se sobre o Grande Lago Salgado (GSL) em Utah, gerando ventos contínuos e extremos ao longo de seu trajeto.

## Tempestades notáveis de eco em arco
Em 1674, a cidade de Utrecht, nos Países Baixos, foi devastada por uma tempestade de severidade extraordinária que hoje se acredita ter sido um bow-echo. Parte dos danos ainda é visível até hoje, e os registros indicavam atividade severa em outras regiões da Europa naquele dia.
Durante as tempestades do fim de semana de Pentecostes de 2014 na Europa [en], um bow-echo violento atravessou a região metropolitana [en] do Reno-Ruhr, resultando em 6 mortes e cerca de 650 milhões de euros em prejuízos.